# The Onania Club
The Onania Club es una película estadounidense de 2019 dirigida y escrita por Tom Six. Fue protagonizada por Jessica Morris, Darcy DeMoss, Deborah Twiss, Karen Strassman, Flo Lawrence y John T. Woods. Six, director de la polémica película de 2010 The Human Centipede y de sus dos secuelas, afirmó en octubre de 2019 que The Onania Club sería "una de las experiencias cinematográficas más viles e inhumanas de todos los tiempos". Debido a la pandemia del COVID-19, el estreno de la película en festivales tuvo que ser pospuesto.

## Sinopsis
Hanna, una mujer con su matrimonio destrozado y su vida en piloto automático, se une secretamente a un extraño grupo llamado The Onania Club. Sus miembros, mujeres fuertes e independientes de Los Ángeles, se excitan ante la miseria de los demás. Hanna encuentra más miseria de la que podría esperar y en el proceso termina perdiendo todo lo que realmente le importa.

## Reparto
- Jessica Morris es Hanna Vertree.
- Darcy DeMoss es Johanna Sturgeon.
- Deborah Twiss es Erica Petrol.
- Karen Strassman es Barbara Dowels.
- Flo Lawrence es Rose Tonning.
- John T. Woods es Barry Vertree.
- Ad van Kempen es el sacerdote.